# Holzminden
Holzminden é uma cidade da Alemanha, localizada no estado de Baixa Saxônia (Niedersachsen), capital do distrito de Holzminden, às margens do rio Weser. Fica a cerca de 80 km de Hanôver, capital do estado.
A primeira menção atestada da cidade (chamada Holtesmeni ou Holtesmini, Holtesmynne na época) foi no ano de 832.